# Quercus resinosa
Quercus resinosa är en bokväxtart som beskrevs av Frederik Michael Liebmann. Quercus resinosa ingår i släktet ekar, och familjen bokväxter. Inga underarter finns listade i Catalogue of Life.